# Egoism etic
Egoismul etic este poziția normativă⁠(d) conform căreia agenții morali⁠(d) ar trebui să facă ceea ce este în propriul lor interes⁠(d). Aceasta diferă de la egoismul psihologic, care susține că oamenii pot acționa doar în interesul lor. Egoismul etic, de asemenea, diferă de egoismul rațional, care susține că este a acționa în propriul interes este rațional.
Egoismul etic sustine, prin urmare, că acțiunile de ale căror consecințe va beneficia faptuitorul pot fi considerate etice în acest sens.
Egoismul etic contrastează cu altruismul⁠(d) etic, care susține că agenții morali au o obligație⁠(d) de a-i ajuta pe alții. Egoismul și altruismul contrastează ambele cu utilitarismul etic, care susține că un agent moral ar trebui să se trateze pe sine⁠(d) cu nimic mai presus decât pe ceilalți (ca în egoism, unde autointeresul și „sinele” sunt ridicate la un statut mai mare decât al celorlalți). Dar susține și că nu ar trebui (ca în altruism) să-și sacrifice propriile interese pentru a ajuta interesele altora, atât timp cât propriile interese (de exemplu, propriile dorințe⁠(d) sau bunăstarea⁠(d)) sunt substanțial echivalente cu interesele și bunăstarea altora. 
Egoismul etic este adesea folosit ca bază filosofică pentru susținerea de libertarianismului de dreapta și a anarhismului individualist. Acestea sunt poziții politice bazate parțial pe convingerea că indivizii nu ar trebui să-i împiedice coercitiv pe ceilalți să-și exercite libertatea de acțiune.